# Ecyroschema multituberculata
Ecyroschema multituberculata là một loài bọ cánh cứng trong họ Cerambycidae.